# Pseudoseisura gutturalis
Pseudoseisura gutturalis là một loài chim trong họ Furnariidae.